# Anders Noberg
Anders Noberg, född 2 januari 1714 i S:t Laurentii församling, Östergötlands län, död 14 juni 1767 i Mogata församling, Östergötlands län, var en svensk präst.

## Biografi
Anders Noberg föddes  1714 i Söderköping som son till en rådman i staden. Noberg blev 1736 student vid Uppsala universitet och blev filosofie magister där 1743. Han prästvigdes 1746 och blev extra ordinarie predikant vid Artilleriregementet. År 1751 blev han kollega i Norrköpings trivialskola och 1761 kyrkoherde i Mogata församling. Noberg avled [där  1767.

### Familj
Noberg gifte sig 1752 med Anna Margaretha André. Hon var styvdotter till kyrkoherden Petrus Eriksson i Östra Ryds församling.  André hade tidigare varit gifte med en rektor i släkten Torpadius vid Söderköpings trivialskola. Noberg och André fick tillsammans en son, en dotter och kyrkoherden Johan Gustaf Noberg i Västra Eds församling och Östra Eds församling.